# Amietophrynus pardalis
Amietophrynus pardalis (tên tiếng Anh là miền đông Leopard Toad) là một loài cóc thuộc họ Bufonidae.
Đây là loài đặc hữu của Nam Phi.
Môi trường sống tự nhiên của chúng là vùng cây bụi ôn đới, subtropical hoặc tropical dry shrubland, đồng cỏ khô nhiệt đới hoặc cận nhiệt đới vùng đất thấp, vườn nông thôn, và các vùng đô thị.
Chúng hiện đang bị đe dọa vì mất nơi sống.